# Гірський інамбу
Гірський інамбу (Nothoprocta) — рід птахів родини Тинамові (Tinamidae). Всі представники роду мешкають у Південній Америці, особливо у Андах.
Довжина тіла сягає 26-36 см. У них довгі, вигнуті донизу дзьоби. Пір'я сіро-коричневого забарвлення і має чорні і білі плями.
Ці птахи проводять більшу частину свого часу проводять на землі, не рухаючись багато. Живиться насінням і комахами. Вони гніздяться на землі. Самець висиджує яйця, які можуть бути від чотирьох різних самиць. Інкубаційний період для більшості видів зазвичай займає 2-3 тижні.

## Види і підвиди
- Nothoprocta taczanowskii — інамбу перуанський, поширений у Андах у південному Перу[3]
- Nothoprocta ornata — інамбу рудогрудий, поширений у південному і центральному Перу, південно-західній Болівії, північному Чилі, і північно-західній Аргентині[3]
  - Nothoprocta ornata ornata поширений у південному і центральному Перу, південно-західній Болівії, північному Чилі[3]
  - Nothoprocta ornata branickii центральне Перу[3]
  - Nothoprocta ornata rostrata північ Аргентини[3]
- Nothoprocta perdicaria — інамбу чилійський, центральне Чилі і захід центральної Аргентини[3]
  - Nothprocta pedicaria pedicaria розповсюджений у північно-центральній частині Чилі[3]
  - Nothprocta pedicaria sanborni розповсюджений на півдні центральної частини Чилі[3]
- Nothoprocta cinerascens — інамбу чагарниковий, розповсюджений на південному сході Болівії, північно-західному Парагваї і північних до центральної частини Аргентини[3]
  - Nothprocta cinerascens cinerascens розповсюджений на південному сході Болівії, північно-західному Парагваї, Аргентині[3]
  - Nothoprocta cinerascens parvimaculata розповсюджений на північному заході Аргентини[3]
- Nothoprocta pentlandii — інамбу андійський розповсюджений в Андах, північній і центральній Аргентині, північній частині Чилі, південно-західному Еквадорі, південно-східній Болівії, і західному Перу[3]
  - Nothoprocta pentlandii pentlandii розповсюджений в західній частині Болівії, північно-західній Аргентини і північної частини Чилі[3]
  - Nothoprocta pentlandii ambigua розповсюджений в південній частині Еквадору і північно-західного Перу[3]
  - Nothoprocta pentlandii oustaleti розповсюджений в центральній і південній частині Перу[3]
  - Nothoprocta pentlandii niethammeri розповсюджений в центральній частині Перу[3]
  - Nothoprocta pentlandii fulvescens розповсюджений на південному сході Перу[3]
  - Nothoprocta pentlandii doeringi розповсюджений в центральній частині Аргентини[3]
  - Nothoprocta pentlandii mendozae розповсюджений в центрально-західній частині Аргентини[3]
- Nothoprocta curvirostris — інамбу криводзьобий, розповсюджений в Андах південного Еквадору і у північній частині Перу[3]
  - Nothoprocta curvirostris curvirostris розповсюджений в центральній частині Еквадору та північного Перу[3]
  - Nothoprocta curvirostris peruviana розповсюджений в північній і центральній частині Перу[3]